# Anthony Quayle
Anthony Quayle (n. 7 septembrie 1913, Ainsdale, Southport, Lancashire – d. 20 octombrie 1989, Chelsea, Londra) a fost un actor englez.

## Filmografie
- 1956 The Wrong Man, regia Alfred Hitchcock, ca avocatul  Frank O'Connor
- 1966 Neînțelesul	(Incompreso [Vita col figlio]),	regia Luigi Comencini
- 1969 Anna celor o mie de zile (Anne of the Thousand Days), regia Charles Jarrott
- 1988 Identitatea lui Bourne, regia Roger Young, ca gen. François Villiers